# لانگروس
لانگروس (به انگلیسی: Llangors) یک منطقهٔ مسکونی در بریتانیا است که در پویس واقع شده‌است. لانگروس ۱٬۰۸۰ نفر جمعیت دارد.